# David di Donatello
David di Donatello − włoska nagroda filmowa przyznawana od 1956 przez Włoską Akademię Filmową, włoski odpowiednik Oscara. Wręczana figurka jest kopią rzeźby Dawid autorstwa Donatella. Od 2006 roku nagroda przyznawana jest w 24 kategoriach.